# 1873 au Canada
Pour un article plus général, voir Chronologie du Canada.
Cet article traite des événements qui se sont produits durant l'année 1873 au Canada.

## Événements
- 1er avril : naufrage du paquebot Atlantic.

### Politique

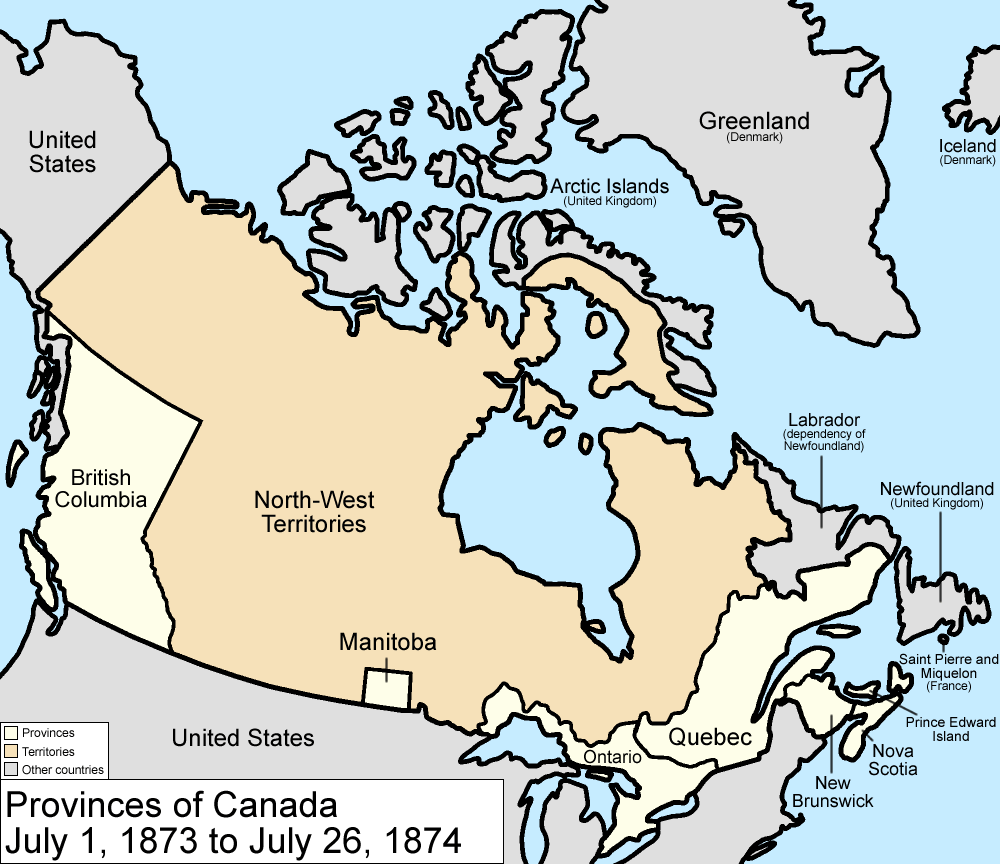
Provinces du Canada en 1873. L'Île-du-Prince-Édouard joint la confédération.

- 27 février : démission du ministre Pierre-Joseph-Olivier Chauveau au Québec. Gédéon Ouimet devient Premier ministre du Québec. Mise en place du gouvernement Gédéon Ouimet.

- 5 mars : ouverture de la 2e législature du Canada.

- 2 avril : le Scandale du Pacifique éclate.
- Avril : James Colledge Pope devient Premier ministre de l'Île-du-Prince-Édouard.

- 1er juillet : Île-du-Prince-Édouard rejoint la confédération canadienne.

- 3 octobre : signature du Traité 3 entre la reine Victoria et les Ojibwés du Nord-Ouest de l'Ontario et de l'Est du Manitoba.

- 7 novembre : démission du gouvernement conservateur de John A. Macdonald à la suite du Scandale du Pacifique. Le libéral Alexander Mackenzie lui succède comme Premier ministre.
- 8 novembre : Winnipeg est incorporé comme ville.
- Loi contre le Double mandat qui ne permet plus à un député de représenter une circonscription au fédéral et au provincial en même temps.

### Justice
- 23 mai : création de la police montée canadienne (North-West Mounted Police).
- 1er juin : Massacre de Cypress Hills dans les prairies. Cer événement allait pousser la nouvelle gendarmerie royale à se déployer dans l'ouest du Canada.

### Sport

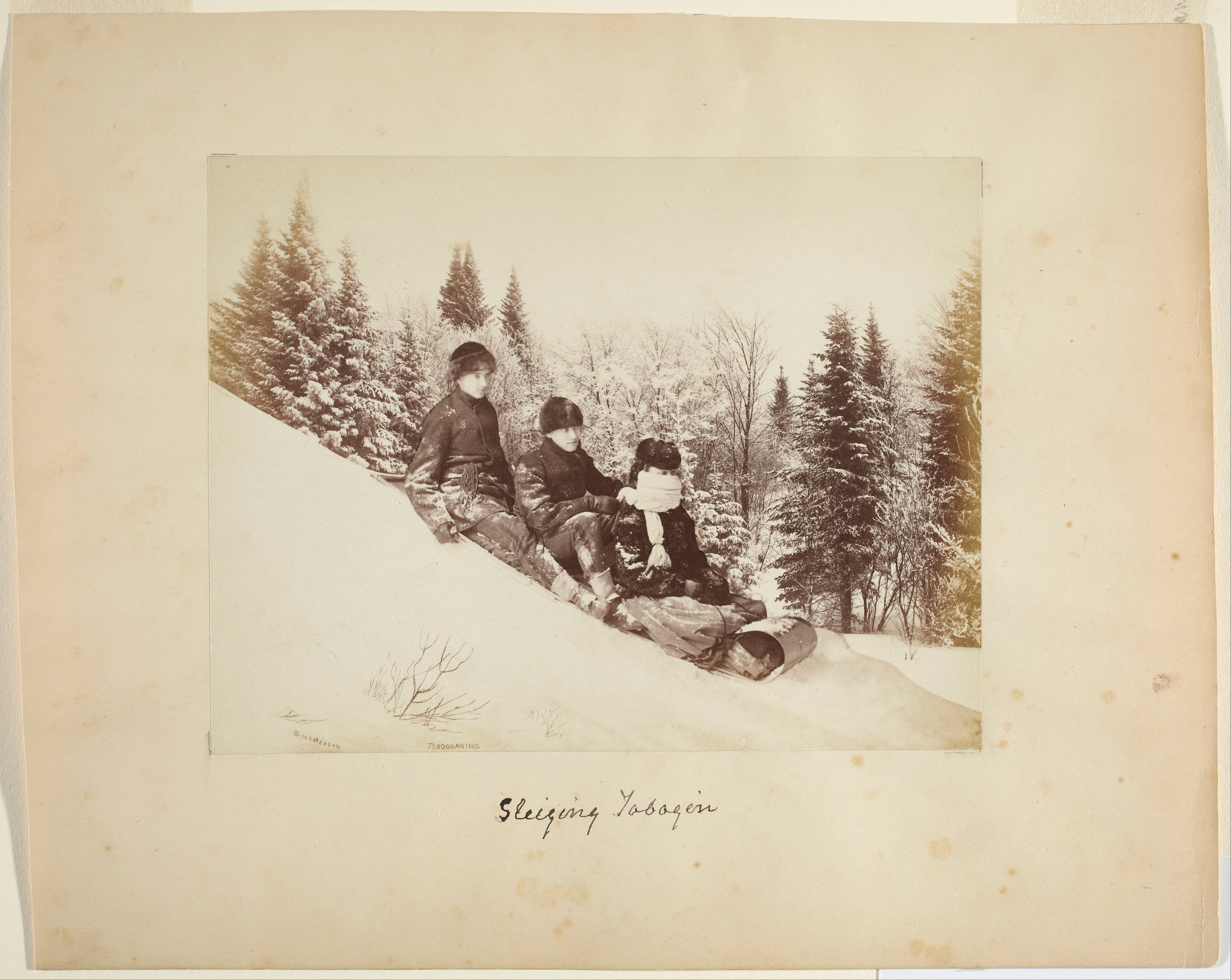
Descente en Toboggan, photographie prise vers 1873.

- Fondation du club de football des Argonauts de Toronto.
- Aménagement du premier terrain de golf à Montréal au Canada.

### Économie
- Le Canada englobe un espace, qui de l’Atlantique au Pacifique, compte 3 millions d’habitants. En vingt ans, seul le Manitoba triplera sa population.
- Fondation de la première chocolaterie canadienne Ganong Bros. à Stephen au Nouveau-Brunswick.

### Science
- Fondation de l'École polytechnique de Montréal.

### Culture
- La grande guerre ecclésiastique de Louis-Antoine Dessaulles.

### Religion
- Implantation des Hospitalières de Saint-Joseph à Saint-Basile (Nouveau-Brunswick).
- Charles-Jean Seghers devient évêque à l'île de Vancouver.

## Naissances
- 10 janvier : George Orton, athlète
- 19 janvier : Thomas Dufferin Pattullo, Premier ministre de la Colombie-Britannique.
- 4 février : Étienne Desmarteau, athlète.
- 9 avril : Walter Edward Foster, Premier ministre du Nouveau-Brunswick.
- 10 avril : George Black, homme politique du Yukon.
- 12 mai : James E.H. MacDonald, artiste
- 17 mai : Albert Edward Matthews, lieutenant-gouverneur de l'Ontario.
- 28 juin : W. E. N. Sinclair, chef du Parti libéral de l'Ontario.
- 27 août : Maud Allan, danseur.
- 20 septembre : Sidney Olcott, cinéaste
- 20 octobre : Nellie McClung, féministe.
- 21 novembre : Aime Benard, homme politique manitobain.
- 8 décembre : John Duncan MacLean, Premier ministre de la Colombie-Britannique.
- 9 décembre : George Blewett, philosophe.

## Décès

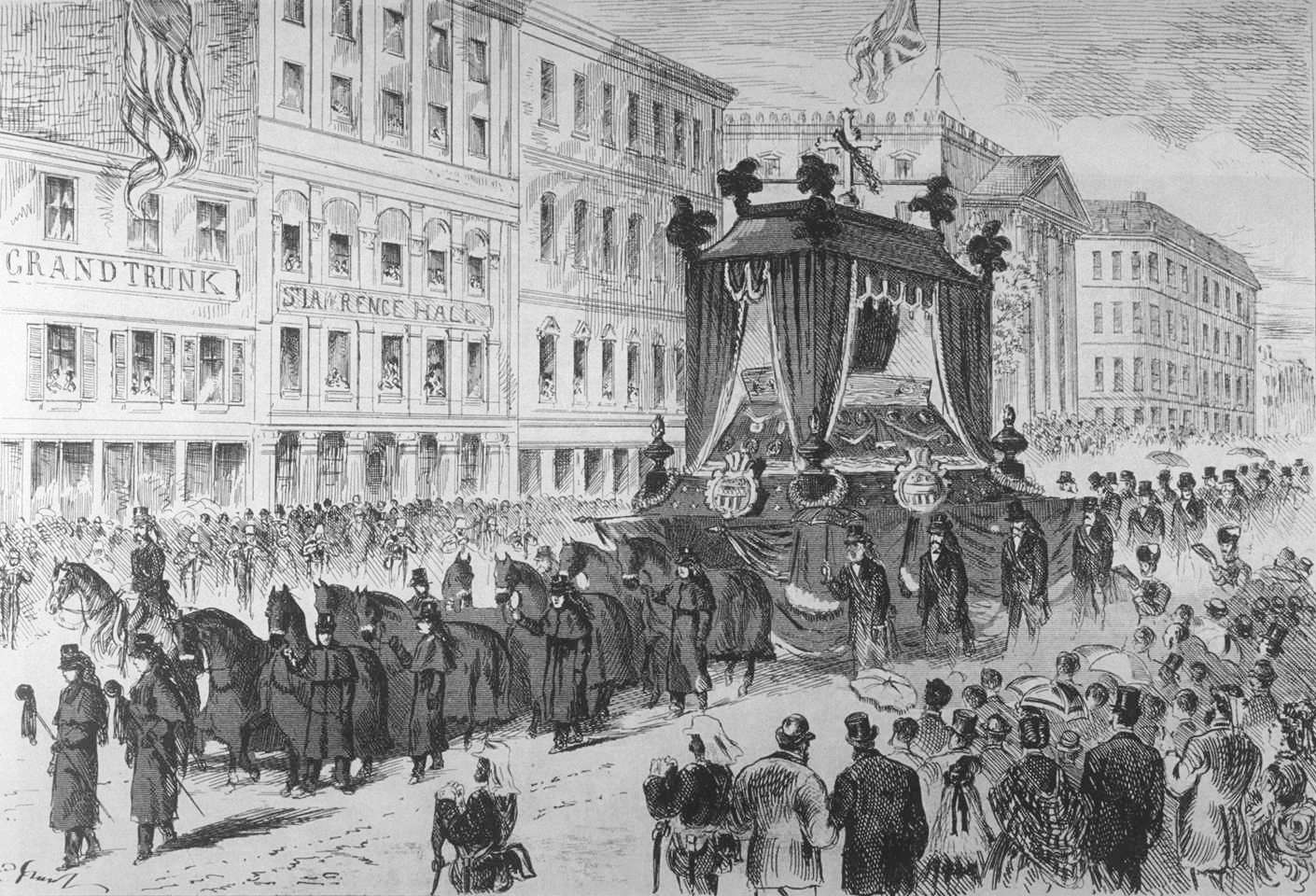
Procession funéraire de George-Étienne Cartier à Montréal.

- 1er mars : Robert Nelson, chef patriote en 1838.
- 20 mai : George-Étienne Cartier, homme politique.
- 1er juin : Joseph Howe, Premier ministre de la Nouvelle-Écosse.
- 28 juin : Charles Connell, marchand et homme politique fédéral provenant du Nouveau-Brunswick.
- 30 juin : Amable Gauthier, artisan.
- 26 septembre : John Farrell, premier évêque de Hamilton.
- Charles-Honoré Laverdière, historien.
- 21 novembre : James William Johnston, Premier ministre de la Nouvelle-Écosse.
- 9 décembre : William Henry Steeves, père de la Confédération.